# Yelena Pridánkina
Yelena Ivánovna Pridánkina (en ruso Елена Ивановна Приданкина; Vídnoye, 30 de agosto de 2005) es una tenista rusa.

## Carrera
Pridánkina tuvo su debut en el WTA Tour en el Torneo de Contrexéville 2024, donde cayó en primera ronda contra Elsa Jacquemot. Participó junto a Alena Fala en el 250 de Monastir 2024. En primera ronda derrotaron a Maia Lumsden y Lily Miyazaki, en  cuartos de final a Mariam Bolkvadze y Suzan Lamens y perdieron en semifinales contra Alina Kornéyeva y Anastasia Zakharova. Jugó el 250 de Cantón 2024, pero perdió en primera ronda contra Caroline Dolehide. Disputó el 250 de Jiangxi en singles, donde derrotó a Ella Seidel en primera ronda, pero perdió en la siguiente ronda contra Kamila Rajímova y participó en dobles junto a Yekaterina Yashina. En primera ronda vencieron a Zhibek Kulambayeva y Peangtarn Plipuech, en cuartos de final a Marie Bouzková y Zhang Shuai y perdiendo en semifinales contra Katarzyna Piter y Fanny Stollár.
En 2025 ganó su primer torneo WTA, junto a Amina Anshba, en el 125 de Mumbai. En primera ronda vencieron a Alexandra Eala y Tsao Chia-yi, en cuartos de final a Alicia Barnett y Rutuja Bhosale, en semifinales a Nicole Fossa Huergo y Camilla Rosatello y en la final a Arianne Hartono y Prarthana Thombare.